# Toronto-Ouest
Pour les articles homonymes, voir Toronto (homonymie).
Toronto-Ouest fut une circonscription électorale fédérale de l'Ontario, représentée de 1867 à 1925. De 1896 à 1904, la circonscription fut représentée par deux députés.
C'est l'Acte de l'Amérique du Nord britannique de 1867 qui créa le district électoral de Toronto-Ouest. Abolie en 1924, elle fut redistribuée entre Toronto-Sud et Toronto-Ouest-Centre.

## Géographie
En 1867, la circonscription de Toronto-Ouest comprenait:
- Les quartiers St. John, St. Andrew, St. Patrick et St. George

## Députés
1. 1867-1872 — Robert Alexander Harrison, CON
2. 1872-1873 — John Crawford, CON
3. 1873-1875 — Thomas Moss, PLC
4. 1875-1880 — John Beverly Robinson, CON
5. 1880-1887 — James Beaty, CON
6. 1887-1896 — Frederic C. Denison, CON
7. 1896-1904 — Edmund B. Osler, CON
8. 1896-1904 — Edward Frederick Clarke, CON
9. 1904-1917 — Edmund Boyd Osler, CON
10. 1917-1925 — Horatio Clarence Hocken, CON

- CON = Parti conservateur du Canada (ancien)
- PLC = Parti libéral du Canada